# John Adair

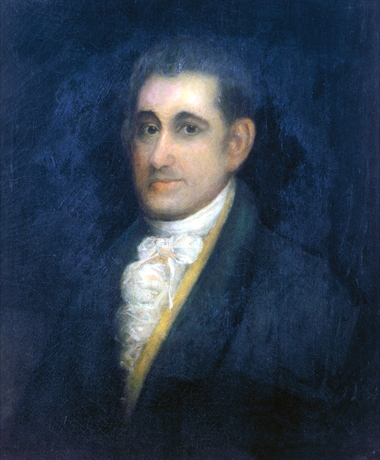
John Adair

John Adair (* 9. Januar 1757 im Chester County, Provinz South Carolina; † 19. Mai 1840 in Harrodsburg, Kentucky) war ein britisch-amerikanischer Politiker und von 1820 bis 1824 Gouverneur von Kentucky. Außerdem vertrat er diesen Bundesstaat in beiden Kammern des Kongresses für die Demokratisch-Republikanische Partei.

## Frühe Jahre und Aufstieg
Der junge John Adair erhielt seine schulische Ausbildung in Charlotte, danach begann er eine militärische Laufbahn. Er nahm am Unabhängigkeitskrieg teil und kämpfte in den Jahren 1791 und 1792 unter General James Wilkinson gegen die Indianer. Schließlich diente er im Krieg von 1812 als Regimentskommandeur unter General Andrew Jackson.
Parallel zu dieser militärischen Karriere verlief sein politischer Aufstieg. Noch vor seinem Umzug in das heutige Kentucky im Jahr 1788 gehörte er dem Konvent South Carolinas an, der die Verfassung der Vereinigten Staaten ratifizierte. Im Jahr 1792 war er Mitglied der verfassungsgebenden Versammlung von Kentucky. Zwischen 1793 und 1803 saß er mehrfach im Repräsentantenhaus des neuen Staates, am Ende war er Vorsitzender der Kammer (Speaker). In den Jahren 1805 und 1806 vertrat er Kentucky im Senat der Vereinigten Staaten. In dieser Zeit wurde sein Name mit Aaron Burr und dessen Verschwörung in Verbindung gebracht. Ein Beweis für eine Beteiligung Adairs konnte nie erbracht werden; später wurde seine Unschuld in der Angelegenheit festgestellt. Allein aber das Gerücht kostete ihn seinen Sitz im Senat und behinderte vorübergehend seine politische Laufbahn. Erst 1817, nach dem Freispruch und den militärischen Erfolgen im Krieg von 1812, gelang ihm mit seiner erneuten Wahl in das Parlament von Kentucky das politische Comeback.

## Gouverneur von Kentucky
Am 7. August 1820 wurde Adair mit knappem Vorsprung zum Gouverneur von Kentucky gewählt. Er siegte mit 32,8 Prozent der Stimmen vor Joseph Desha (32,0 Prozent), William Logan (19,9 Prozent) und Anthony Butler (15,3 Prozent), die alle wie er selbst Mitglied der Demokratisch-Republikanischen Partei waren. Adairs Vorsprung auf Desha betrug nur 546 Stimmen. Seine Amtszeit begann am 29. August desselben Jahres und endete am 24. August 1824. Zum Zeitpunkt seines Amtsantritts litt der Staat noch unter der Wirtschaftskrise des Jahres 1819. Die Hauptaufgabe seiner Regierung bestand also in der Überwindung dieser Krise. Auf diesem Gebiet konnte er nur Teilerfolge verbuchen, weil einige seiner geplanten Reformen keine Mehrheit fanden oder als nicht verfassungsgemäß verworfen wurden. Es blieb bei lediglich einer Bankreform. Ansonsten setzte er sich, wie seine Vorgänger, für die Verbesserung der Infrastruktur des Staates ein. In seine Amtszeit fiel die Zustimmung Kentuckys zum Missouri-Kompromiss.
Nach dem Ende seiner Amtszeit verbrachte er die meiste Zeit zu Hause auf seiner Farm. Er war Sklavenbesitzer. Zwischen 1831 und 1833 saß er für eine Amtszeit im Repräsentantenhaus der Vereinigten Staaten. Zu dieser Zeit gehörte er der neu gegründeten Demokratischen Partei von Präsident Andrew Jackson an.

## Ehrungen
Nach ihm sind Adair County in Iowa, Adair County in Kentucky und Adair County Missouri benannt.